# Список об'єктів Світової спадщини ЮНЕСКО в Північній Македонії
В списку об'єктів Світової спадщини ЮНЕСКО в Північній Македонії налічується 1 найменування (станом на 2015 рік).

## Пояснення до списку
У таблицях нижче об'єкти розташовані у хронологічному порядку їх додавання до списку Світової спадщини ЮНЕСКО.
Кольорами у списку позначено:
У цій таблиці об'єкти розташовані в порядку їх додавання до списку Світової спадщини ЮНЕСКО.
| № | Зображення | Назва | Розташування | Час створення    | Рік внесення до списку                                             | №    | Критерії        |
| - | ---------- | --- | --- | ---------------- | ------------------------------------------------------------------ | ---- | --------------- |
| 1 |            | Природна та культурна спадщина Охридського регіону (англ. Natural and Cultural Heritage of the Ohrid region)                                            | Північна Македонія (спільно з Албанією ) община Охрид | VII—XIX століття | 1979 (розширено у 1980 та 2019 роках) (незначні зміни у 2009 році) | 99   | i, iii, iv, vii |
| 2 |            | Букові праліси Карпат та інших регіонів Європи (англ. Ancient and Primeval Beech Forests of the Carpathians and Other Regions of Europe) * Длабока Река | Північна Македонія (спільно з Австрією , Албанією , Бельгією , Болгарією , Боснією і Герцеговиною , Іспанією , Італією , Німеччиною , Польщею , Румунією , Словаччиною , Словенією , Україною , Францією , Хорватією , Чехією , Швейцарією ) | —                | 2007 (розширено у 2011, 2017 та 2021 роках)                        | 1133 | ix              |

## Пропонуються до включення
| # | Зображення | Назва                                                                         | Розташування              | Час створення           | Рік внесення до попереднього списку | №                                                     | Критерії      |
| - | ---------- | ----------------------------------------------------------------------------- | ------------------------- | ----------------------- | ----------------------------------- | ----------------------------------------------------- | ------------- |
| 1 |            | Печера Слатинський Ізвор (мак. Пештера Слатінскі Ізвор)                       | Регіон: Південно-Західний | —                       | 2004                                | 1917 [Архівовано 2 листопада 2012 у Wayback Machine.] | vii, viii, ix |
| 2 |            | Фортеця Маркові Кулі (мак. Маркови Кули)                                      | Регіон: Пелагонійський    | XIII—XIV століття       | 2004                                | 1918 [Архівовано 2 листопада 2012 у Wayback Machine.] | vii, viii, ix |
| 3 |            | Архео-астрономічний пам'ятник Кокіно (мак. Мегалитската опсерваторија Кокино) | Регіон: Північно-Східний  | XVIII століття до н. е. | 2009                                | 5413 [Архівовано 2 листопада 2012 у Wayback Machine.] | i, ii, iii    |